# Epukiro (Wahlkreis)
Epukiro ist ein Wahlkreis in der Region Omaheke im zentralen Osten Namibias. Verwaltungssitz ist die gleichnamige Ansiedlung Epukiro. Der Kreis umfasst eine Fläche von 10.926 Quadratkilometer und hat lediglich 7880 Einwohner (Stand 2023).
Epukiro ist stark landwirtschaftlich geprägt. Großes Problem ist die Verbuschung. Insgesamt gibt es 52 Ansiedlungen im Wahlkreis.

## Wahlen
| Wahl | Name                  | Partei | Stimmenanteil |
| ---- | --------------------- | ------ | ------------- |
| 1992 |                       |        |               |
| 1998 |                       |        |               |
| 2004 | Brave Tjizera         | SWAPO  | 40,8 %        |
| 2010 | Ruth Kaukuata         | SWAPO  | 39,4 %        |
| 2015 | Cornelius Kanguatjivi | SWAPO  | 49,4 %        |
| 2020 | Piniel Pakarae        | SWAPO  | 57,1 %        |